# Arroyo San Lorenzo (Entre Ríos)
El arroyo San Lorenzo es un curso de agua de la cuenca hidrográfica del río Uruguay, ubicado en la provincia argentina de Entre Ríos. 
Nace al sur de la localidad de Colonia Elía, en el departamento de Uruguay y se dirige con rumbo sur hasta desembocar en el río Uruguay junto a los bañados de San Lorenzo. Sus principales afluentes son los arroyos El Abrojal y Verde.
- Datos: Q5705896